# 金繼

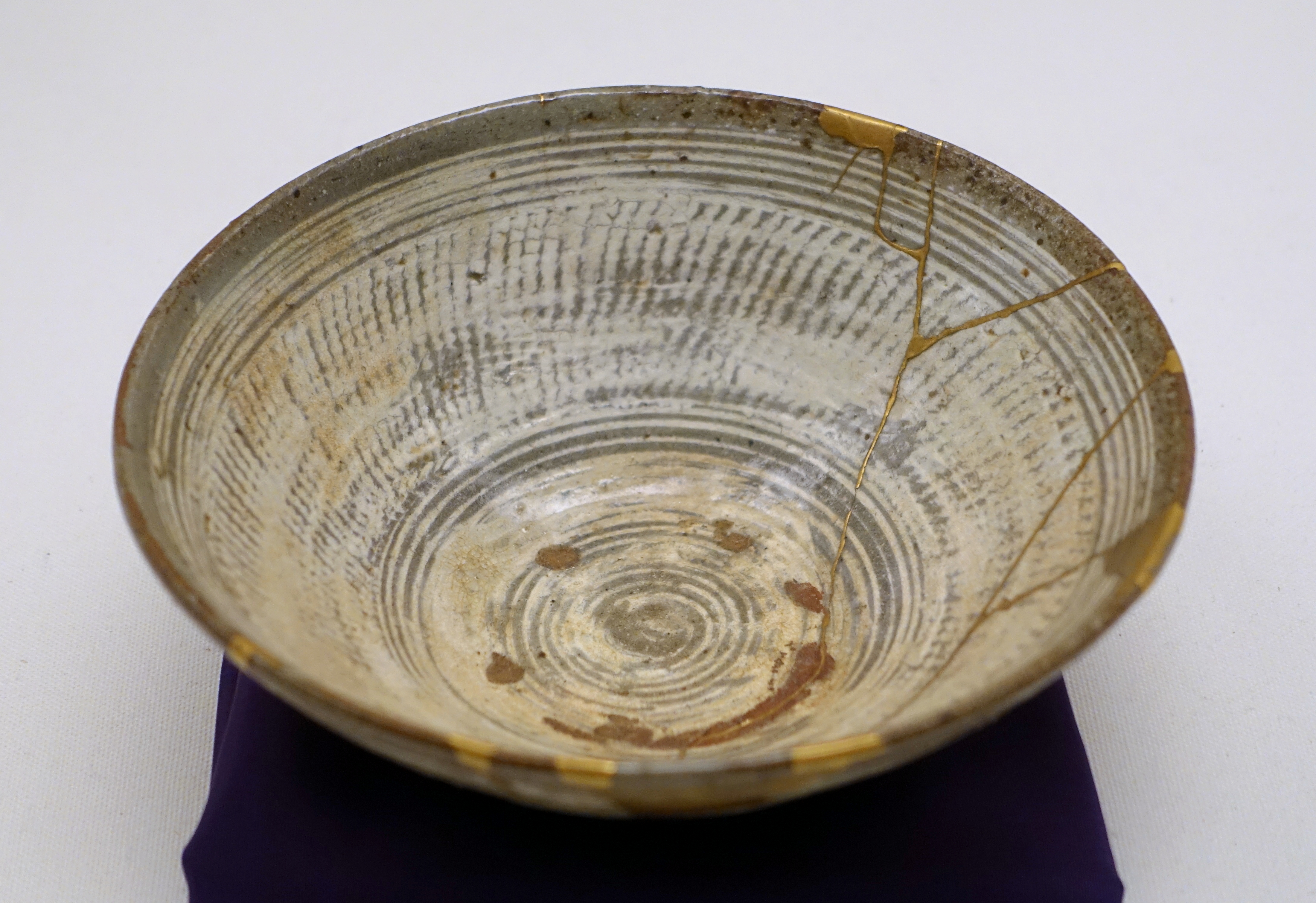
在三島（mishima）陶器刷毛目（hakeme）風格的茶碗上使用金繼金漆的修補工序（照片中茶碗右側），16世紀（柏林民族博物館）

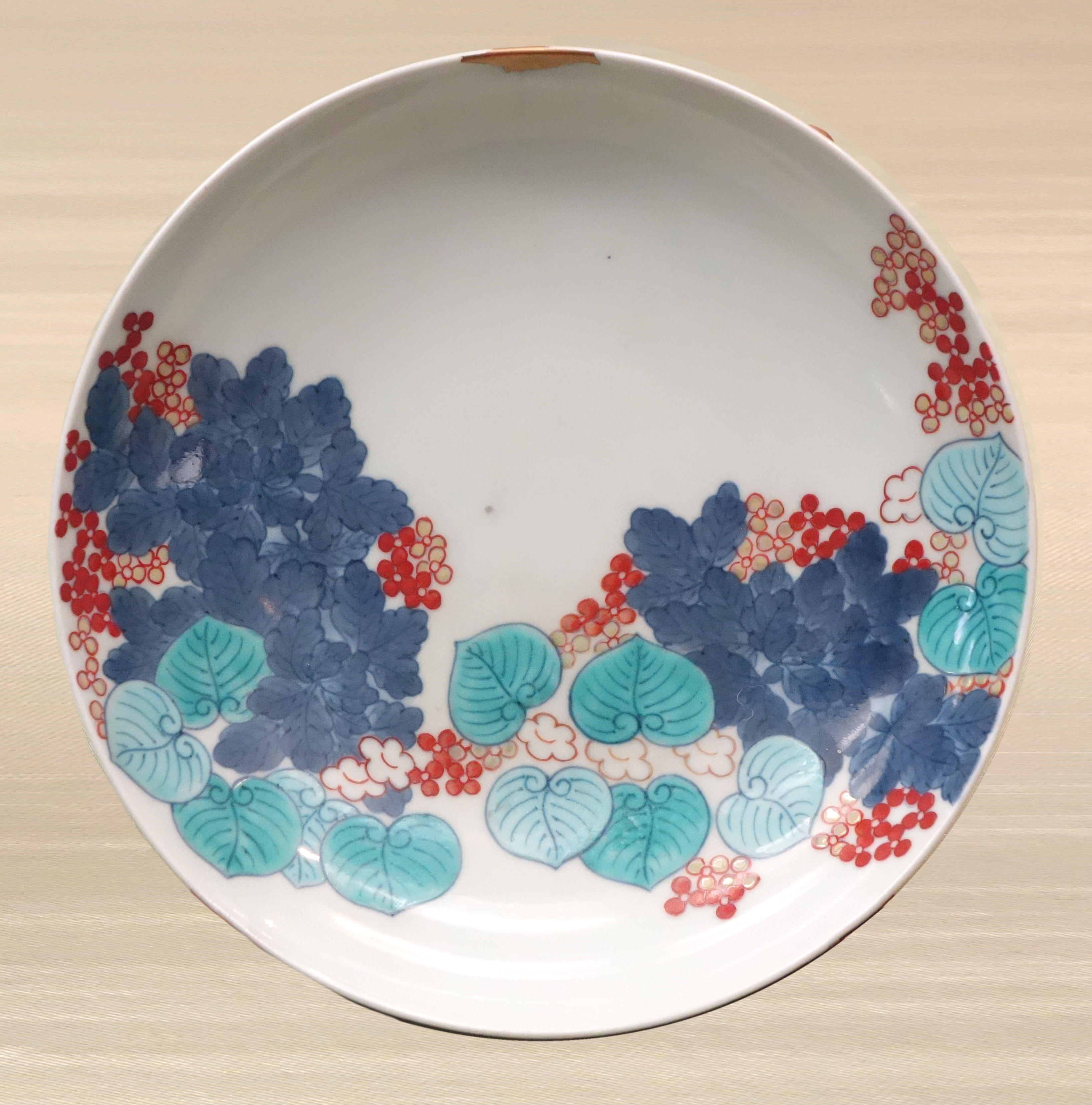
在蜀葵圖案的鍋島燒上的小部分修補工序（照片中盤子上緣），釉上彩繪，18世紀，江戶時代（東京國立博物館）

金繼（金継ぎ，「以金子去承繼」之意），也稱為金繕（金繕い，「以金子去修繕」之意）。
金繼這種工藝使用數種漆（如生漆、黑漆、弁柄漆等），或將漆與金粉、銀粉或白金粉混合以修補破損陶器的日本技藝，是類似於「蒔繪」技藝的方法。金繼作為一種哲學，是將破損和修補視為物件歷史的一部分，而非掩飾。

## 起源
漆器在日本是悠久的傳統工藝。在某些場合，金繼可能和「蒔繪」合併使用以替代其他陶瓷修補技術。儘管該工藝以日本工匠的手藝而知名，但該技術也用於其他國家，如中國、越南和韓國的陶瓷物件。